# Zooniverse
Zooniverse — проект гражданской науки, ставший развитием проекта Galaxy Zoo. Он позволяет любителям науки участвовать в современных научных исследованиях в области астрономии и климатологии. К апрелю 2011 года проект привлёк почти полмиллиона участников.
В проект входят:
- Галактический зоопарк (англ. Galaxy Zoo)
  - «Галактический зоопарк Хаббла» (англ. Galaxy Zoo Hubble) классифицирует сотни тысяч галактик по снимкам, сделанным при помощи космического телескопа «Хаббл».
  - «Галактический зоопарк: охота на сверхновые» (англ. Galaxy Zoo The hunt for supernovae).
  - «Галактический зоопарк: слияния» (англ. Galaxy Zoo Understanding cosmic mergers).

- «Лунный зоопарк» (англ. Moon zoo) — изучает Луну по данным лунного орбитального зонда.
- «Старая погода» (англ. Old Weather) — изучает погоду в прошлом по судовым журналам времён Первой мировой войны.
- Наблюдение за солнечными вспышками (англ. Solar stormwatch).
- «Охотники за планетами» (англ. planethunters.org) — поиск новых экзопланет.
- Проект «Млечный Путь» (англ. Milkyway project) — обрабатывает данные телескопа «Спитцер».
- «Охотники за льдом» (англ. Icehunters) — проект по поиску объектов в поясе Койпера, на основе наземных наблюдений для выбора вторичной цели межпланетного зонда «Новые горизонты».[2]
- Спиральный график (англ. Spiral Graph)
- Зоопарк авроры (англ. Aurora Zoo)
- Радио Галактический зоопарк: ЛОФАР (англ. Radio Galaxy Zoo: LOFAR)
- Звездные заметки (англ. Star Notes)
- Картирование исторического неба (англ. Mapping Historic Skies)